# 祝成才
祝成才，中华人民共和国政治人物、外交官。
1984年，担任首任中华人民共和国驻科特迪瓦大使。1988年，由蔡再杜接任。1991年，接替韦东，担任中华人民共和国驻马达加斯加大使。1994年，由赵宝珍接任。